# Exoprosopa megaera
Exoprosopa megaera är en tvåvingeart som först beskrevs av Christian Rudolph Wilhelm Wiedemann 1820.  Exoprosopa megaera ingår i släktet Exoprosopa och familjen svävflugor. Inga underarter finns listade i Catalogue of Life.